# Талица (приток Орессы)
Талица (бел. Таліца) — река в Минской области Белоруссии, правый приток Орессы. Длина реки — 40 км. Площадь водосбора 455 км².
Исток реки у деревни Медведня в Стародорожском районе, в верхнем течении река несколько раз перетекает из Стародорожского в Слуцкий район, в нижнем течении река течёт по Любанскому району. Генеральное направление течения — юг.
Русло канализировано на всём протяжении. Притоки — Берёзовка, Нежаровка (правые). В нижнем течении река огибает Любанское водохранилище и созданные на нём рыбоводческие пруды. Впадает в Орессу на северо-восточной окраине города Любань.
На реке населённые пункты Сороги, Языль, Аточка, Таль.